# Jorden, full av Herrens ära
Jorden, full av Herrens ära är en kristen psalm. Texten är skriven av Samuel Ödmann.

## Publicerad i
- 1819 års psalmbok, som nummer 43 under rubriken "Skapelsen och försynen: De förnämsta skapade varelserna - Människan: Människans fall".